# Zhovkva (huyện)
Huyện Zhovkva (tiếng Ukraina: Жовківський район, chuyển tự: Zhovkvas'kyi raion) là một huyện của tỉnh Lviv thuộc Ukraina. Huyện Zhovkva có diện tích 1294 km², dân số theo điều tra dân số ngày 5 tháng 12 năm 2001 là 108863 người với mật độ 84 người/km2. Trung tâm huyện nằm ở Zhovkva.